# Kebomlati
Kebomlati is een bestuurslaag in het regentschap Tuban van de provincie Oost-Java, Indonesië. Kebomlati telt 3082 inwoners (volkstelling 2010).